# Smilax canellifolia
Smilax canellifolia är en enhjärtbladig växtart som beskrevs av Philip Miller. Smilax canellifolia ingår i släktet Smilax och familjen Smilacaceae. Inga underarter finns listade.